# Васильев, Владимир Афанасьевич
Владимир Афанасьевич Васильев (28 апреля 1932 — 20 декабря 2015) — советский и российский спортсмен (конный спорт) и тренер. Мастер спорта СССР, Заслуженный тренер РСФСР.

## Биография
Родился в 1932 году. Жил с матерью и младшим братом, отец погиб на фронте. Верховой ездой Васильев увлекся в возрасте 15 лет, до этого он занимался греко-римской борьбой. Первый конноспортивный клуб — «Пищевик», первый тренер — Мастер спорта СССР Александр Григорьевич Таманов.
Выступал в барьерных скачках, троеборье, пробегах, стипль-чезах, конкуре, выездке. Был членом сборных команд СССР по троеборью и конкуру. В 1951 году выиграл Чемпионат Москвы по троеборью, в том же году занял второе место на Чемпионате СССР. Входил в состав сборной СССР по выездке. Был удостоен звания Мастера спорта СССР.
В 1991 году участвовал в соревнованиях в Германии, выиграл Кубок округа Берлин и Фленсбург.
Тренер сборной СССР по выездке в 1977—1978 гг. Среди его подопечных— С. Луконина, Н. Валле, П. Волков, Е. Петушкова. Также подготовил более 100 спортивных лошадей высшего уровня в разных дисциплинах, а также и для цирка: работал с Вальтером Запашным.
Заслуженный тренер РСФСР. Судья всесоюзной категории.
Принимал участие в съёмках фильма «Трудное счастье» и многих других кинокартинах в качестве дублёра.
Умер 20 декабря 2015 года.